# 칼리 로차
컬리 로샤(Kali Rocha, 1971년 12월 5일 ~ )는 미국의 배우이다.

## 출연 작품
- 더 로프트 : 비밀의 방 (2014년) - 미미 랜드리 역
- 스페이스 스테이션 76 (2013년) - 도나 역
- 브레이크 (2012년) - 911 오퍼레이터 역
- 미스터 스태쉬 (2011년)
- 베리드 (2010년)
- 스틸 (2009년)
- 타이머 (2009년)
- 레디? 오케이! (2008년) - 할리 힌튼 역
- 내 남자친구의 죽은 여자친구를 퇴치하는 법 (2008년)
- 리플 이펙트 (2007년) - 알렉스 역
- 이스트 브로드웨이 (2006년)
- 아이라 앤 애비 (2006년) - 트래이시 역
- 29 그리고 게이 (2005년) - HIV 간호사 역
- 슬레지: 디 언톨드 스토리 (2005년) - 베스 역
- 패밀리 플랜 (2005년) - 스테이시 역
- 미트 페어런츠 2 (2004년)
- 신의 영웅들 (2003년)
- 화이트 올랜더 (2002년)
- 미트 페어런츠 (2000년)
- 뉴욕의 가을 (2000년) - 샤논 역
- 내가 사랑한 사람 (1998년)
- 크루서블 (1996년)

### 텔레비전
- 뱀파이어 해결사 (2000, 2002)
- 윌 앤 그레이스 (2003)
- 크로싱 조던 (2003)
- 본즈 (2006)
- 그레이 아나토미 (2006-07) - 시드니 헤런 역
- 체인지 디바 (2011)
- 모던 패밀리 (2012)
- CSI: 과학수사대 (2012)
- 리브 & 매디 (2013-17)
- 맨 위드 어 플랜 (2016-20)